# ET-Chat
ET-Chat ist ein Chatsystem lizenziert unter Creative Commons Public License
"Namensnennung — Nicht-kommerziell 2.0", das Nachrichten über das Web vermittelt und in einem Webbrowser ausgeführt wird. Damit ist es möglich, den Chat in den eigenen Web-Auftritt als Teil der Webseite zu integrieren, um den Besuchern die interaktive Kommunikation untereinander zu erlauben. Der ET-Chat benötigt außer einem Webbrowser weder zusätzliche Software noch weitere Plug-ins auf dem Anwenderrechner. Dadurch ist es vor allem für technisch weniger versierte Nutzer leicht zugänglich und nutzbar.

## Grundlegende Funktionsweise
Die neueste Version 3.x.x von ET-Chat funktioniert mit AJAX und benutzt für den Server-Client-Austausch das Datenformat JSON. Die Nachrichten der einzelnen Chatteilnehmer und die Sitzungsparameter werden in einer Datenbank abgelegt und jeweils in einem voreingestellten Zeitintervall über die AJAX-Schnittstelle abgefragt (sog. AJAX-Polling). Die Datenübertragung der Nachrichten vom Server an den Client erfolgt nur einmalig pro Datensatz, was eine deutliche Trafficeinsparung mit sich bringt. Auf der Clientseite wird der empfangene Datenstrom im JSON-Format mit JavaScript weiterverarbeitet und anschließend visualisiert. Für diese Zwecke setzt der ET-Chat auf ein gängiges JavaScript-Framework Prototype und dessen Visualisierungserweiterung Script.aculo.us.
Alle Interfacetexte von ET-Chat werden im XML-Format vorgehalten (XML-Language Files). Diese Sprachdateien können vom Chatadministrator im Administrationsbereich ausgewählt werden, um so den Chat auf eine andere Sprache umzuschalten. Im aktuellen Chatpaket sind folgende Sprachen enthalten: Deutsch, Englisch, Russisch.
Das Layout des Chats wird ausschließlich über CSS-Files gesteuert, die ebenfalls als System-Styles integriert sind und vom Administrator im Administrationsbereich auszuwählen sind.

## Zusatzmodule
ET-Chat verfügt nur über eine eingeschränkte eigene Benutzerverwaltung, ist jedoch über eine im Chatpaket enthaltene Erweiterung einfach an fremde Benutzerverwaltungssysteme,  z. B. Foren oder CMS-Software anschließbar, was eine erleichterte Integration des ET-Chats in die eigene Softwareumgebung gewährleistet.
Für die bekannte freie Forum-Software phpBB3 gibt es ein spezielles, bereits angepasstes und dokumentiertes Modul zur direkten Integration des ET-Chats.

## Verbreitung
Der ET-Chat wird seit 2008 im Zuge der Online-Studienberatung für Studieninteressierte an der Hochschule Bochum erfolgreich eingesetzt. Ebenfalls beinhaltet die neueste Version der freien sozialen Software CommSy zur Unterstützung kooperativer Arbeitsmethoden den ET-Chat als einen festen Bestandteil.

## Anforderungen
Server
Linux/Unix, Windows 2000/XP/ME/2003 oder Mac OS X
Apache HTTP Server 1.3 / 2 oder Microsoft IIS
MySQL 4.1+ oder PostgreSQL 8+
PHP 5.1+
Client
Internetverbindung ab 56k
IE 6/7/8, Firefox 1.5+,  Opera 9+, Apple Safari